# Zouteveense- en Holiërhoekse poldergemaal
Het Zouteveense- en Holiërhoekse poldergemaal is een gemaal gebouwd in 1883 aan de Nederlandse Vlaardingervaart voor het bemalen van de Zouteveense polder en Holiërhoekse polder.
Naast het gemaal uit 1883 stond eerst de Schouw- of Slinkslootmolen, een van de 6 molens die de polders bemaalden. Op de fundamenten van de molen werd de machinistenwoning gebouwd.
In 2008 werd een nieuwe gemaal aan de Vlaardingervaart in gebruik genomen, 40 meter ten zuiden van het oude gemaal. Dit moderne gemaal kan 140.000 liter water per minuut vanuit de polder pompen; anderhalf keer zoveel water als de capaciteit van het oude gemaal. Het gemaal is gebouwd volgens de 'nieuwe stijl' met een licht hellend dak, bedekt met sedum.

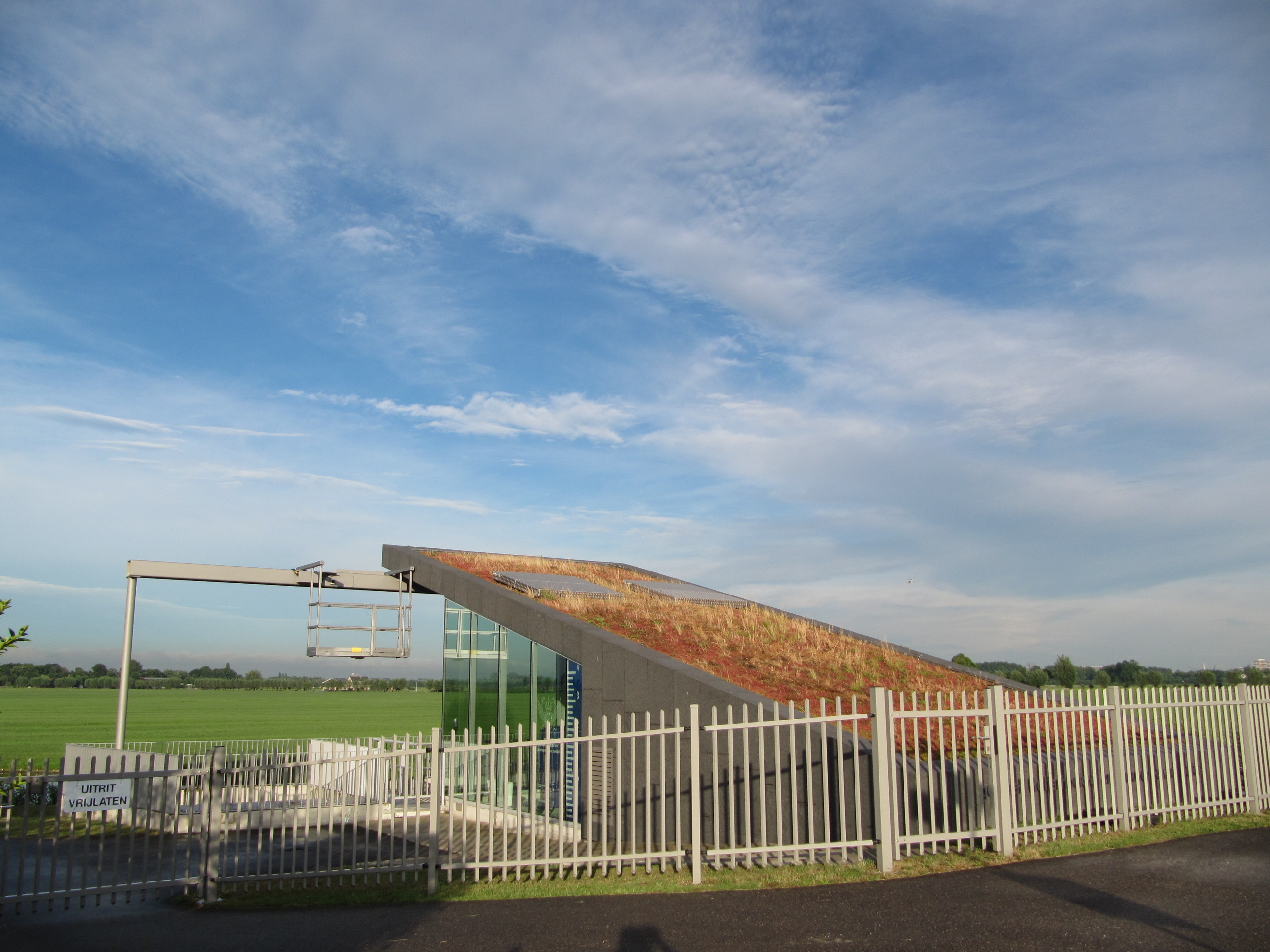
Het nieuwe gemaal

(niet compleet)
Polder · Gemaal · Hoogheemraadschap Delfland